# Pleurotomella compacta
Pleurotomella compacta é uma espécie de gastrópode do gênero Pleurotomella, pertencente a família Raphitomidae.